# World Sleep Day
Den Internationale Søvndag World Sleep Day ligger i år den 20. marts 2009 og markeres for at fejre en god nats søvn og sætte fokus på søvnproblemer og konsekvenser ved manglende søvn. 
World Sleep Day har sloganet Drive alert, arrive safe’ og er placeret op til Jævndøgn, hvor man går fra vintertid til sommertid. Her får alle søvnmanglen at mærke på egen krop, når vi mister 1 time af vores kostbare nattesøvn.  
Eventen skal skabe mere opmærksomhed omkring bl.a. søvnforskning, behandling og forebyggelse, helbred samt livskvalitet. 
Den Internationale Søvndag arrangeres af WASM – World Association of Sleep Medicine.